# Amphiagrion
Amphiagrion är ett släkte av trollsländor. Amphiagrion ingår i familjen dammflicksländor.
Kladogram enligt Catalogue of Life:
| Amphiagrion | \| \| Amphiagrion abbreviatum \| \| \| \| \| \| Amphiagrion saucium \| \| \| \| |
|             | \| \| Amphiagrion abbreviatum \| \| \| \| \| \| Amphiagrion saucium \| \| \| \| |
|             | Amphiagrion abbreviatum                                                         |
|             |                                                                                 |
|             | Amphiagrion saucium                                                             |
|             |                                                                                 |

## Bildgalleri

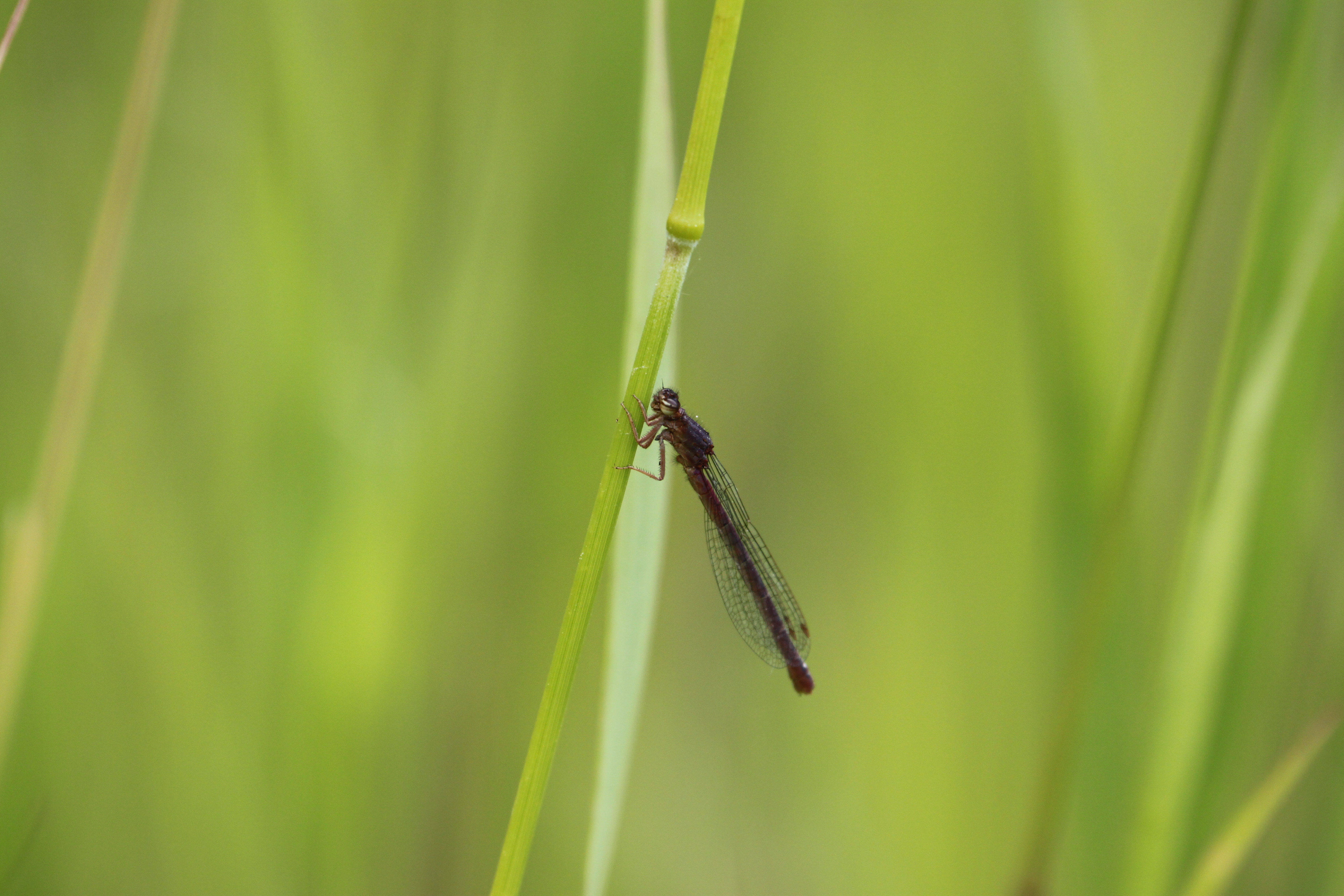
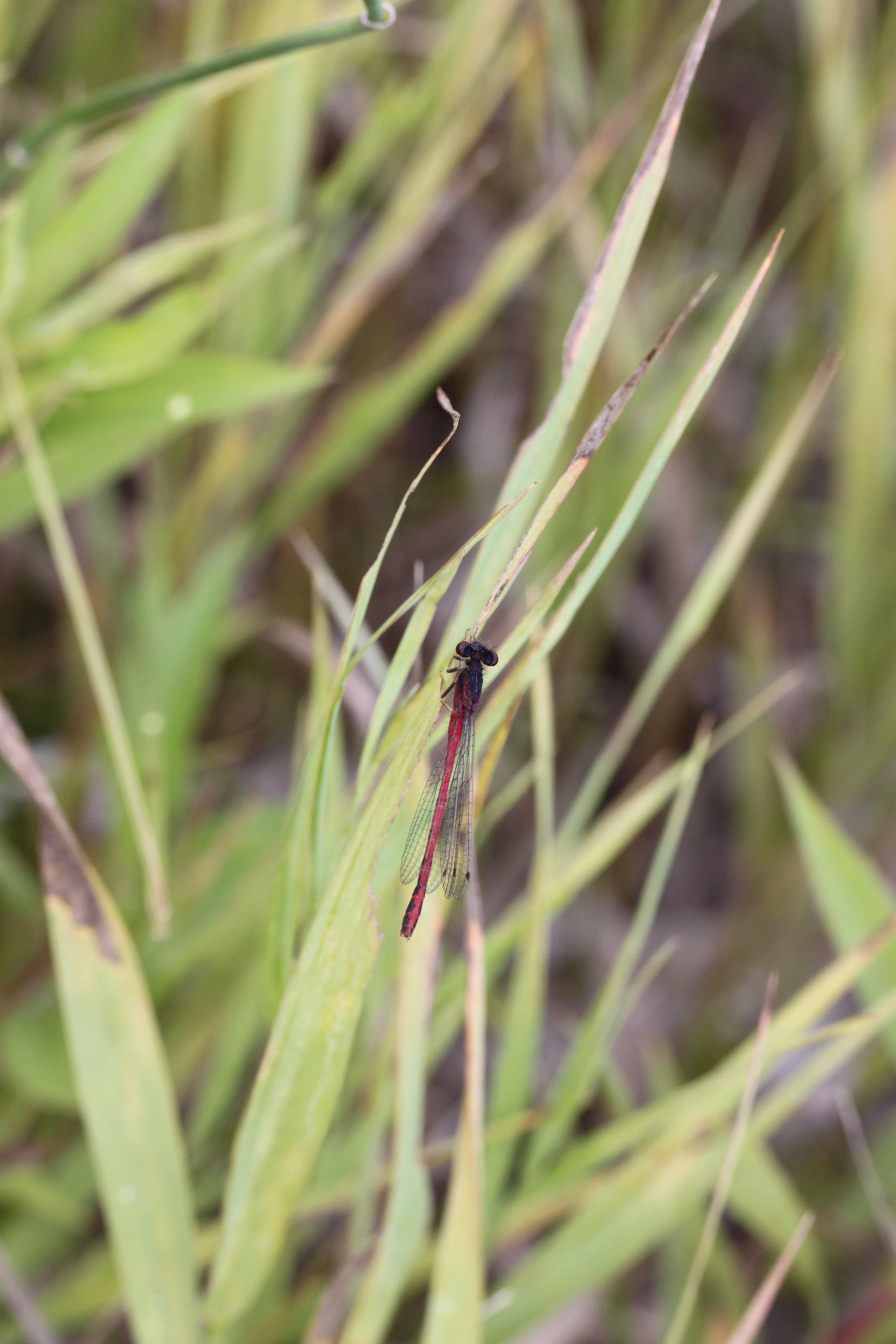